# Jurij Medvedev
Jurij Medvedev (Badamsha, Kazajistán, 18 de junio de 1996) es un futbolista checo. Juega de defensa y su equipo es el Š. K. Slovan Bratislava de la Superliga de Eslovaquia.

## Trayectoria
Medveděv nació en Badamsha, Kazajistán. Cuando tenía 3 años, se mudó con su familia a la República Checa. Su primer club fue el Viktoria Plzeň y en 2018 fichó por el Š. K. Slovan Bratislava. Anteriormente jugó con el F. K. Senica.

## Clubes
| Club                         | País            | Año       |
| ---------------------------- | --------------- | --------- |
| F. K. Viktoria Plzeň         | República Checa | 2015-2017 |
| F. K. Baník Sokolov (cedido) | República Checa | 2015-2017 |
| F. K. Senica                 | Eslovaquia      | 2017-2018 |
| Š. K. Slovan Bratislava      | Eslovaquia      | 2018-2023 |
| P. F. C. Sochi               | Rusia           | 2023-2024 |
| Š. K. Slovan Bratislava      | Eslovaquia      | 2024-     |

## Palmarés

### Títulos nacionales
| Título                  | Club                    | País       | Año  |
| ----------------------- | ----------------------- | ---------- | ---- |
| Superliga de Eslovaquia | Š. K. Slovan Bratislava | Eslovaquia | 2019 |
| Superliga de Eslovaquia | Š. K. Slovan Bratislava | Eslovaquia | 2020 |
| Copa de Eslovaquia      | Š. K. Slovan Bratislava | Eslovaquia | 2020 |
| Superliga de Eslovaquia | Š. K. Slovan Bratislava | Eslovaquia | 2021 |
| Copa de Eslovaquia      | Š. K. Slovan Bratislava | Eslovaquia | 2021 |
| Superliga de Eslovaquia | Š. K. Slovan Bratislava | Eslovaquia | 2022 |
| Superliga de Eslovaquia | Š. K. Slovan Bratislava | Eslovaquia | 2023 |
| Superliga de Eslovaquia | Š. K. Slovan Bratislava | Eslovaquia | 2025 |